# Josef Omachlík
Josef Omachlík je bývalý český fotbalista, obránce.

## Fotbalová kariéra
V lize hrál v letech 1939–1946 za SK Prostějov. Nastoupil v 82 ligových utkáních.

## Ligová bilance
| Ročník               | Zápasy | Góly | Minuty | Klub         |
| -------------------- | ------ | ---- | ------ | ------------ |
| Národní liga 1939/40 | 22     | 0    | 1 980  | SK Prostějov |
| Národní liga 1940/41 | –      | 0    | –      | SK Prostějov |
| Národní liga 1941/42 | –      | 0    | –      | SK Prostějov |
| Národní liga 1942/43 | –      | 0    | –      | SK Prostějov |
| Státní liga 1945/46  | –      | 0    | –      | SK Prostějov |
| LIGA CELKEM          | 82     | 0    | –      |              |